# Chloropsis sonnerati
Verdinho-grande ou verdim-grande (Chloropsis sonnerati) é uma espécie de ave da família Chloropseidae.
Pode ser encontrada nos seguintes países: Brunei, Indonésia, Malásia, Myanmar, Singapura e Tailândia.
Os seus habitats naturais são: florestas subtropicais ou tropicais húmidas de baixa altitude e florestas de mangal tropicais ou subtropicais.